# فيل لي
فيل لي (بالإنجليزية: Phil Lee)‏ هو عازف قيثارة جاز وعازف قيثارة بريطاني، ولد في 8 أبريل 1943 في لندن في المملكة المتحدة.

## وصلات خارجية
- فيل لي على موقع ميوزك برينز (الإنجليزية)
- فيل لي على موقع أول ميوزيك (الإنجليزية)
- فيل لي على موقع ديسكوغز (الإنجليزية)